# Criterios CIOSM de clasificación de las RAM
Los Criterios CIOMS de la clasificación de las RAM —Reacciones Adversas a Medicamentos— es una escala que clasifica la frecuencia con la que se producen dichas reacciones.

## Antecedentes
CIOMS es el acrónimo de Consejo de Organizaciones Internacionales de las Ciencias Médicas, una entidad en la esfera de la Organización Mundial de la Salud (OMS). Entre otras actividades se preocupa de la normalización de aspectos de relevancia internacional. Es el caso de las RAM (reacciones adversas a medicamentos). En el intento de racionalizar y jerarquizar las RAM existían numerosas definiciones sumamente imprecisas y localistas, que cuando traspasaban las fronteras perdían gran parte de su significado. Por ejemplo, al decir que una RAM es "esporádica", ¿a qué se refiere realmente? ¿Entienden en Chile o en Panamá lo mismo que en España cuando leen ese término? ¿Y los términos "rara", "inusual" o "infrecuente"? Si lo traduce un alemán o un japonés, ¿tienen el mismo significado que en los otros países? Poco más o menos ese era el panorama que había a nivel internacional hace unos años. Para evitar los errores derivados de esta situación, la CIOSM estableció en 1995 una clasificación internacional clara y precisa con el objeto de catalogar las RAM según la frecuencia con la que se presentan (médicamente, se utiliza el término incidencia, que viene a significar lo mismo).[cita requerida]

## Conceptos previos
Para comprenderla en toda su extensión hemos de aclarar unos conceptos previos: 
1.- Una forma de representar una proporción es mediante un quebrado en el que el numerador indica el número de sucesos favorables y el denominador el número de sucesos que hay que repetir para que aparezcan esos sucesos favorables. Se comprende mejor con un ejemplo:
Si cada vez que disparo a una diana doy en el centro la proporción sería:
- Numerador: Número de veces que doy en el centro = 1
- Denominador: Número de veces que debo disparar para dar en el centro = 1
- Proporción = 1/1

Si doy en el centro la mitad de las veces:
- Numerador: Número de veces que doy en el centro=1
- Denominador:Número de veces que debo disparar para dar en el centro = 2
- Proporción: 1/2 (También se podría poner 3/6 o 10/20 ya que en todos los casos sigo acertando la mitad de las veces, pero siempre hay que procurar poner los números más simples posibles).

Como se puede comprender, cuánto mayor es el denominador peor puntería tengo, es decir, menos frecuente es que le de a la diana. Por tanto, 1/10 es menos frecuente que 1/5. Al revés, cuanto menor sea el denominador mejor puntería tengo, es decir, es más frecuente que le de a la diana. Por tanto,  1/50 es más frecuente que 1/100
2.- En matemáticas se usan algunos signos que tienen un significado claro y preciso: 
- ">" significa "mayor que ..."(lo que siga a continuación).
- "<" significa "menor que..." (lo que siga a continuación).

Si se añade el signo "igual": 
- ≥   significa "mayor o igual que..."
- ≤   significa "menor o igual que..."

## Clasificación de la CIOMS
Aclarados estos conceptos la clasificación de la CIOMS de las RAM en función de la frecuencia, es la siguiente:
| - - Muy frecuente: Se producen con una frecuencia mayor o igual a 1 caso cada 10 pacientes que entran en contacto con el medicamento. Se expresa ≥ 1/10) - Frecuente: Se producen con una frecuencia mayor o igual que 1/100 pero menor que 1/10. Se expresa (1/100 y < 1/10)) - Infrecuente: Se producen con una frecuencia mayor o igual a 1/1.000 pero menor de 1/100. Se expresa ( ≥ 1/1.000 y < 1/100) - Rara:Se producen con una frecuencia mayor o igual a 1/10.000 pero menor que 1/1.000. Se expresa ( ≥ 1/10.000 y < 1/1.000) - Muy rara Se producen con una frecuencia menor de 1/10.000. Se expresa <1/10.000 |